# Philippe Etchegaray
Pour les articles homonymes, voir Etchegaray.
Pas d'image ? Cliquez ici

a Compétitions nationales et continentales officielles uniquement.

Philippe Etchegaray, né le 3 juillet 1979, est un joueur de rugby à XV français évoluant au poste de talonneur.

## Carrière en club
- Sport athlétique mauléonais
- 2000-2004 : Section paloise
- 2004-2007 : Racing Métro 92
- 2007-2015 : Stade langonnais

## Sélections nationales
- International universitaire